# Jean-Louis Lefebvre de Cheverus

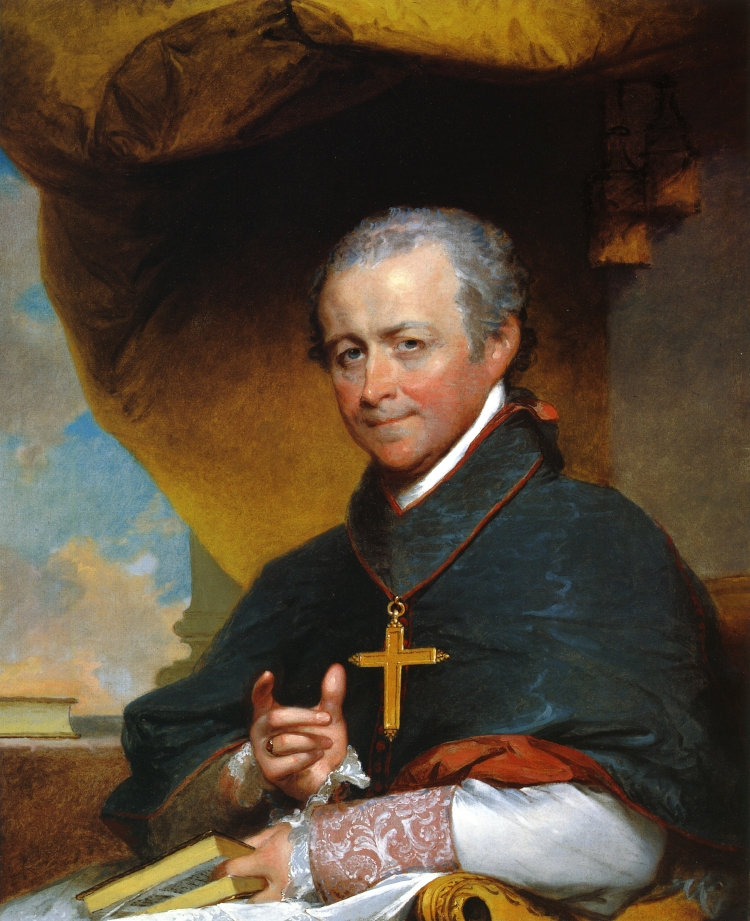
Porträt des Bischofs, 1823

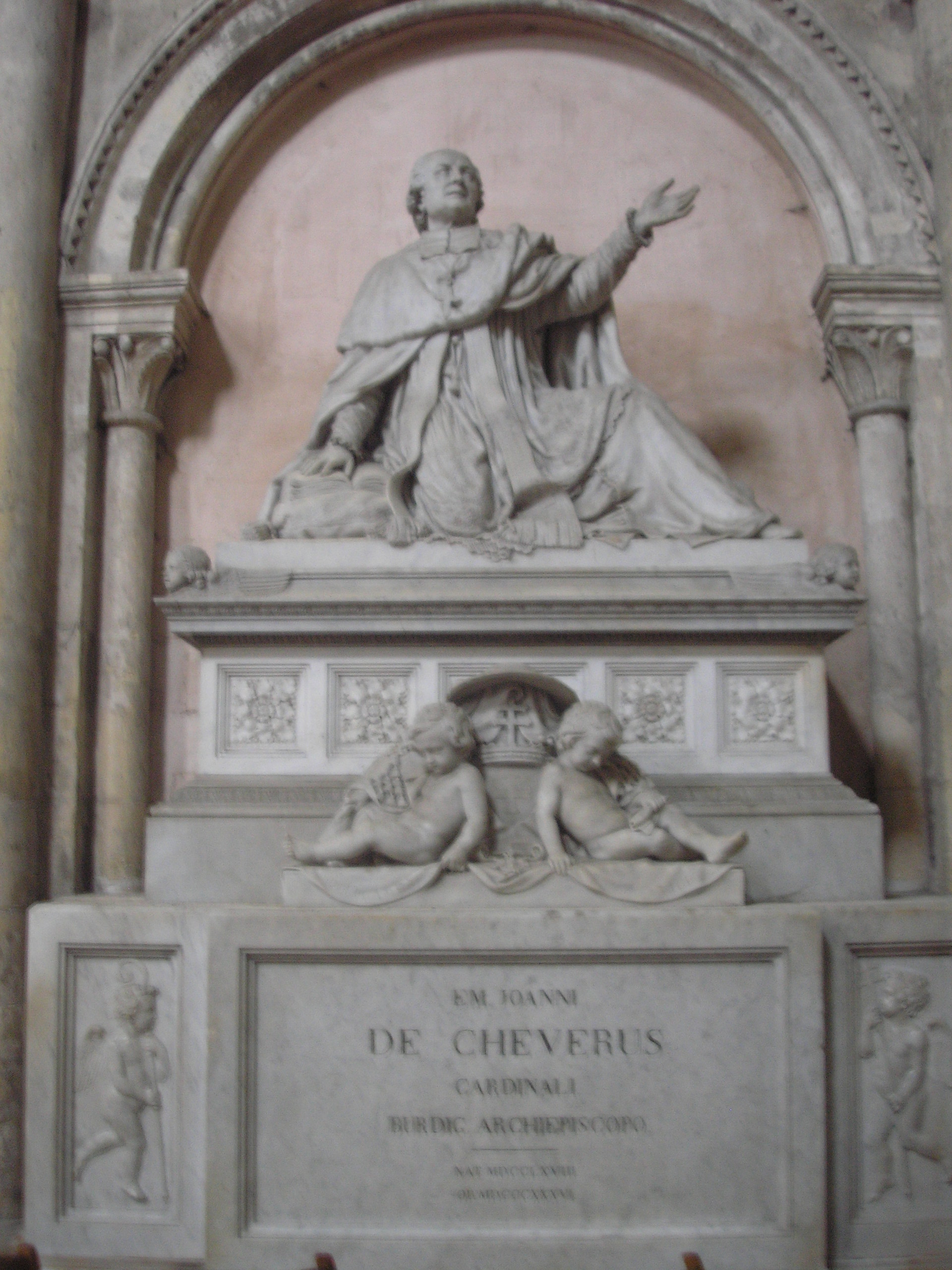
Grabmal Kardinal de Cheverus’ in der Kathedrale von Bordeaux

Jean-Louis Anne Madelain Lefebvre de Cheverus (* 28. Januar 1768 in Mayenne, Frankreich; † 19. Juli 1836 in Bordeaux) war ein römisch-katholischer Geistlicher, Kardinal und Erzbischof von Bordeaux.

## Leben
Jean Lefebvre de Cheverus wurde 1768 in Mayenne als Sohn eines Juristen geboren. Er besuchte das Collège Louis-le-Grand in Paris und wurde, noch sehr jung, von Monsieur, dem späteren König Ludwig XVIII., für ein (einfaches) Benefizium nominiert. Nach dem Studium am Seminar Saint-Magloire der Oratorianer wurde er – angesichts der zu erwartenden Einschränkungen durch die Revolutionsgesetzgebung ohne das dafür erforderliche Alter von 25 Jahren erreicht zu haben – am 18. Dezember 1790 in der letzten öffentlichen Priesterweihe in Paris für das Bistum Montauban zum Priester geweiht. Danach anstelle seines dafür zu alt und krank gewordenen Onkel für die Pfarrei Notre-Dame de Mayenne nominiert, konnte er die Pfarrstelle nicht antreten, weil er sich weigerte, den von der Revolutionsregierung geforderten Eid auf die Zivilverfassung des Klerus zu leisten. Einige Zeit wirkte er im Verborgenen und kehrte dann nach Paris zurück, wo er während der Septembermassaker bei seinem dort studierenden Bruder Unterschlupf fand.
Auf der Flucht vor der Kirchenverfolgung durch die Französische Revolution kam er nach England und am 3. Oktober 1796 schließlich auf Einladung des Abbé François Antoine Matignon, den er von Paris her kannte, nach Boston, Massachusetts, wo er gemeinsam mit Matignon seelsorglich wirkte und die neue katholische Heilig-Kreuz-Kirche errichtete. Erst 1780 hatte die Verfassung von Massachusetts den Katholiken die freie Religionsausübung gewährt. Durch seine soziale Haltung und sein diplomatisches Geschick war er in einer Zeit konfessioneller Spannungen zwischen Protestanten und Katholiken bei allen Bevölkerungsteilen anerkannt. Hierzu trug auch sein Einsatz während der Gelbfieberepidemie des Jahres 1798 bei.
Papst Pius VII. ernannte ihn am 8. April 1808 zum ersten Bischof des mit gleichem Datum errichteten Bistums Boston. Erst zweieinhalb Jahre später, am 1. November 1810, spendete ihm der Erzbischof von Baltimore, John Carroll, die Bischofsweihe. Mitkonsekratoren waren der Koadjutorbischof von Baltimore, Leonard Neale SJ, und der Bischof von Philadelphia, Michael Francis Egan OFM.
Als Gründungsbischof bereiste er die neue Diözese, die damals ganz Neuengland umfasste. Im Süden Bostons ließ er den katholischen St. Augustine-Friedhof anlegen, auf dem er 1819 mit der Seminarkapelle eine zweite katholische Kirche einweihte. Als ihn Ludwig XVIII. am 12. Februar 1823 auf einen Bischofssitz in Frankreich zurückberief, versuchten Katholiken und Protestanten gemeinsam, wenn auch vergeblich, den König mit einer Petition zur Rücknahme dieser Entscheidung zu bewegen.
Am 3. Mai 1823 bestätigte Papst Pius VII. die Ernennung Lefebvre de Cheverus’ zum Bischof von Montauban. Am 13. August 1826 wurde er zum Erzbischof von Bordeaux ernannt und am 2. Oktober desselben Jahres von Papst Leo XII. bestätigt. Im Konsistorium vom 1. Februar 1836 kreierte ihn Papst Gregor XVI. zum Kardinal. Er starb nur wenige Monate später in Bordeaux, ohne den Kardinalshut und den Titel empfangen zu haben. Seine letzte Ruhestätte fand er in der Kathedrale von Bordeaux.